# Dimorphonyx chauvini
Dimorphonyx chauvini är en stekelart som beskrevs av André Seyrig 1932. Dimorphonyx chauvini ingår i släktet Dimorphonyx och familjen brokparasitsteklar. Inga underarter finns listade i Catalogue of Life.